# 艾米·克拉格
艾米·克拉格（英語：Amy Cragg，娘家姓哈斯廷斯（Hastings）；1984年1月21日—）是一名美国田径运动员，专攻长跑项目。她是2015年美国锦标赛马拉松冠军，2012年美国锦标赛10000米冠军和2012年夏季奥林匹克运动会参赛者。